# Centro Pokémon
Un Pokémon Center (ポケモンセンター?, Pokémon Center), Centro Pokémon o Centro Medico è un edificio presente nella serie di videogiochi Pokémon. È una sorta di ospedale in cui vengono curati gratuitamente i Pokémon.

## Descrizione
Nel videogioco, quando alcuni Pokémon sono esausti o semplicemente feriti, il protagonista può recarsi in un Pokémon Center e parlare con l'infermiera dietro al bancone, accompagnata da un Chansey nella versione Gialla. La macchina alle spalle dell'infermiera ripristinerà i Punti Salute e i PP delle mossa oltre a rimuovere eventuali cambiamenti di status. L'infermiera avviserà inoltre della presenza del Pokérus. Quando il giocatore non ha più Pokémon in grado di continuare a lottare viene automaticamente teletrasportato all'ultimo Pokémon Center visitato. Se l'allenatore non stava effettuando uno scontro con Pokémon selvatici, perderà inoltre metà dei suoi risparmi.
In ogni Pokémon Center è inoltre presente un PC dal quale si può accedere al proprio computer di casa, al fine di prelevare o deporre strumenti, o al PC di Bill dal quale si possono amministrare i propri Pokémon. All'interno dei Pokémon Center è inoltre possibile lottare o scambiare Pokémon con altri allenatori collegati fisicamente alla console o tramite Wi-Fi.
Nelle versioni Rosso Fuoco e Verde Foglia, Smeraldo, oltre che nei videogiochi della quarta generazione, è possibile incontrare Milena al secondo piano del Centro Pokémon. Nei titoli della quarta generazione consegnerà al protagonista lo strumento Blocco Amici.
Nell'anime il Pokémon Center serve anche come una sorta di locanda dove gli allenatori possono riposarsi una notte per continuare il viaggio il giorno seguente. Nella serie animata, ogni Pokémon Center è controllato da un'infermiera di nome Joy, accompagnate dal Pokémon Chansey, dalla sua evoluzione Blissey o, nella regione di Unima, dal Pokémon Audino.
I Pokémon Center si trovano in costruzioni di differenti fogge. Fino alla terza generazione erano contrassegnate da un cartello recante la scritta "POKé" o "P.C". Si trovano in edifici con il tetto rosso o arancione (ad eccezione della regione di Johto) contrassegnati da un simbolo che ricorda una Poké Ball. Nella serie animata gli edifici sono contraddistinti dalla lettera P.

## Pokémon Center nella realtà

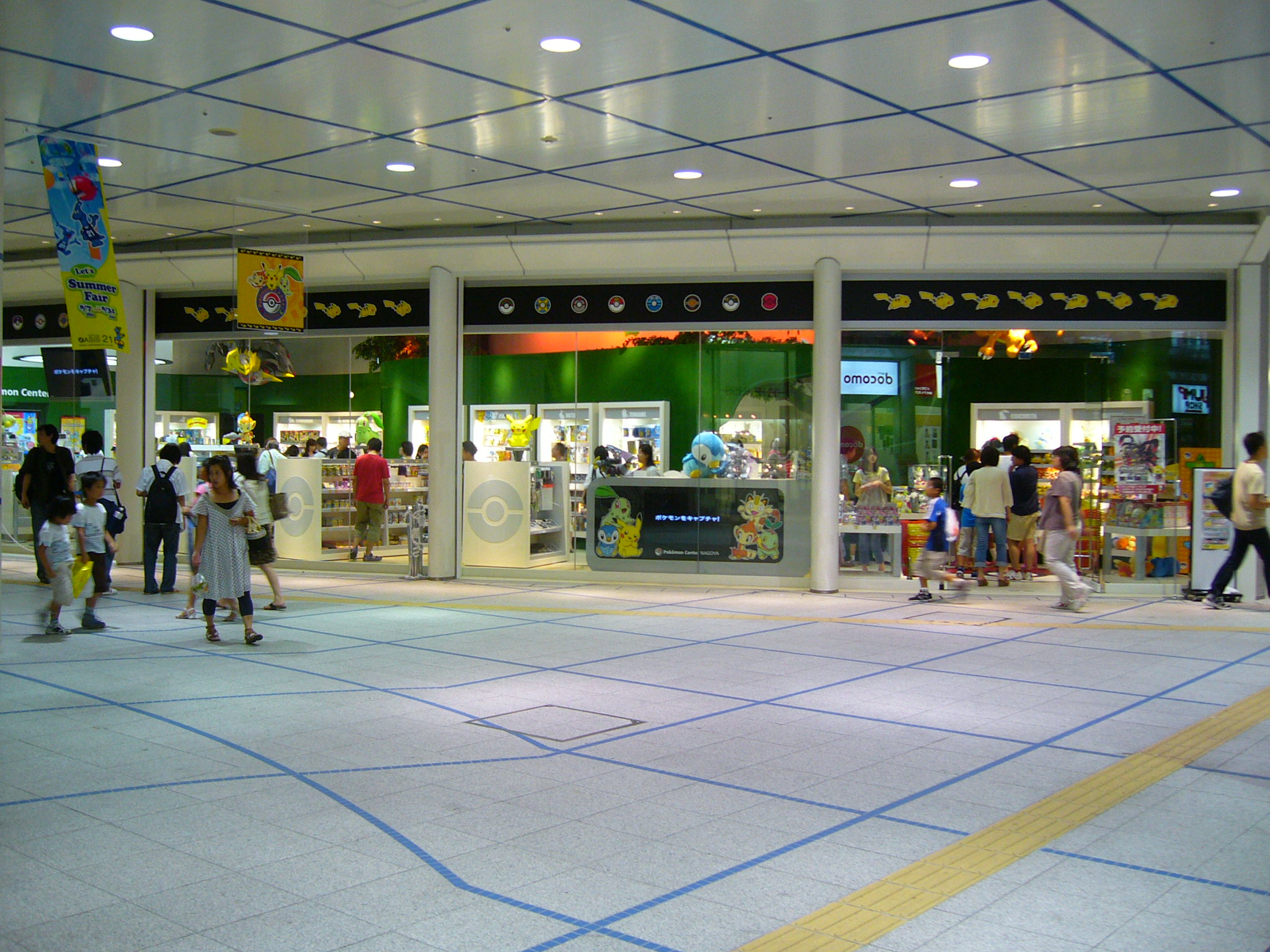
Pokémon Center di Nagoya

I Pokémon Centers sono anche enormi negozi dove vengono venduti oggetti riguardanti i Pokémon. L'unico Pokémon Center negli Stati Uniti, si trovava nel Rockefeller Center di New York. Il negozio ha cessato la sua attività nel febbraio del 2005. Nello stesso luogo è stato aperto il negozio Nintendo World, che continua a vendere oggetti dei Pokémon. Nel 2019 è prevista l'apertura di un nuovo Pokémon Center nei pressi dell'Aeroporto di Singapore-Changi.
In Giappone, esistono 10 Pokémon Center, che si trovano nelle seguenti città:
1. Tokyo;
2. Nagoya;
3. Fukuoka;
4. Sapporo;
5. Yokohama;
6. Osaka;
7. Tohoku;
8. Funabashi;
9. Hiroshima;
10. Kyoto.

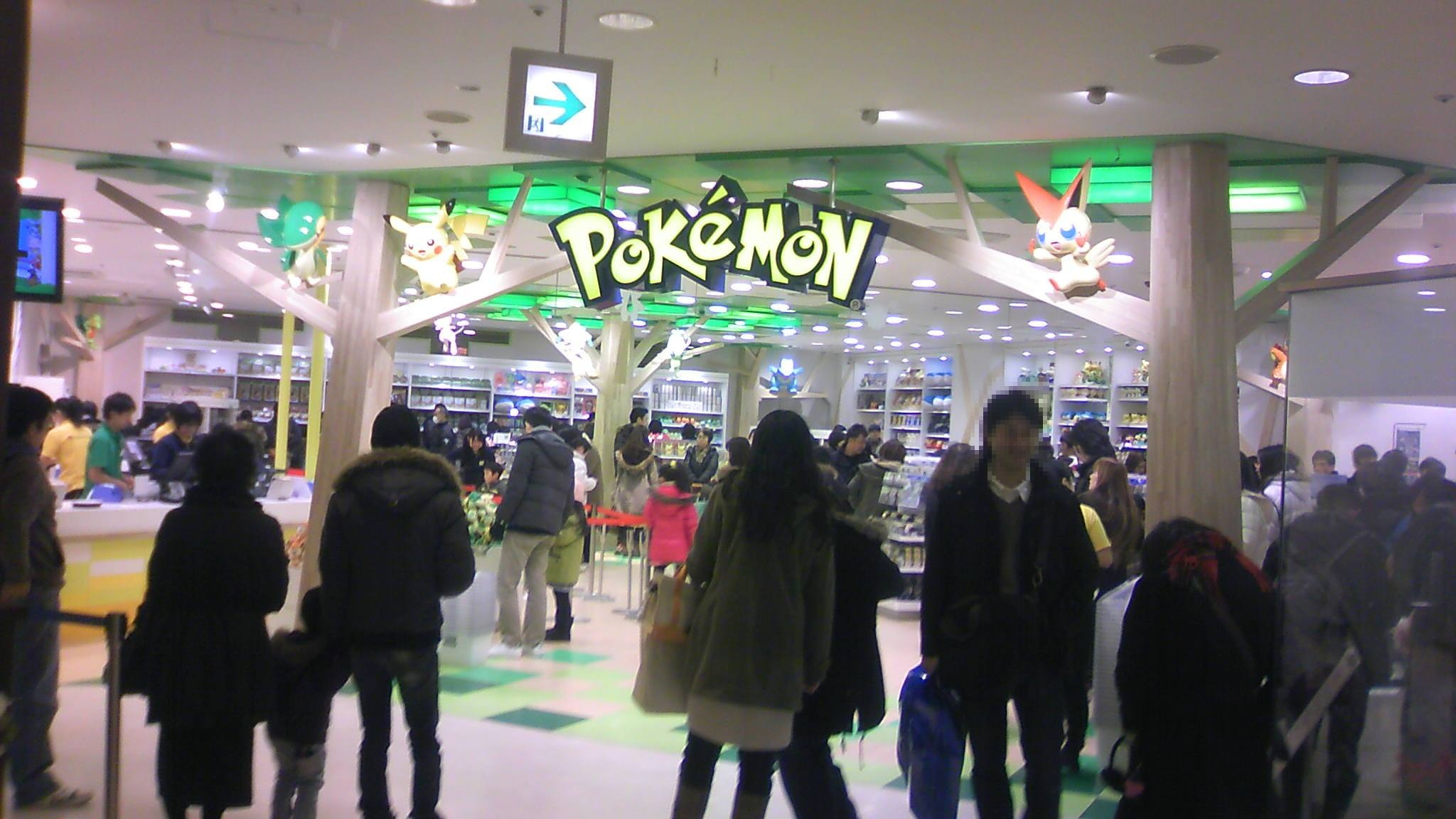
Pokemon Center nel Tohoku

I negozi sono gestiti dalla The Pokémon Company. Generalmente nel logo di ogni Pokémon Center sono presenti tre Pokémon, uno dei quali è Pikachu. Al centro è presente una Poké Ball circondata da un cerchio blu che specifica la città e presenta le silhouette dei due Pokémon raffigurati accanto a Pikachu. In occasione del lancio di Pokémon Sole e Luna i loghi dei Pokémon Center sono stati modificati in modo da includere Pokémon di settima generazione. Per i giochi olimpici di Tokyo 2020 è stato aperto a Shibuya il Nintendo Tokyo che comprende un Pokémon Center dedicato a Mewtwo.
Il Pokémon Center di Tokyo è noto come "Mega Tokyo" ed è dedicato a MegaCharizard Y, mentre quello di Funabashi è denominato "Tokyo Bay". Il negozio di Hiroshima è dedicato a Gyarados rosso, mentre il negozio di Kyoto ha come mascotte il Pokémon leggendario Ho-Oh. Un ulteriore Pokémon Center è collocato nella Tokyo Sky Tree e ha come mascotte Rayquaza.